# ルーフトップ
「Rooftop」は、2014年9月15日に発売されたスウェーデンの歌手ザラ・ラーソンのシングル。発売元はTEN、Epic、Sony。

## 概要
アルバム『1』からの2枚目のシングルとしてリリースされた（のちにEP『Uncover』にも収録）。

## チャート成績
スウェーデンで週間チャート6位に輝き、デビュー作『Uncover』、前作『Carry You Home』に続き、自身3度目のプラチナム認定を受けた。

## ミュージックビデオ
モンス・ナイマンによって撮影されたミュージックビデオは2014年9月26日に公開された。

## 収録曲
音楽配信
1. Rooftop [3:59]
(作詞・作曲：Marcus "Mack" Sepehrmanesh・Rickard Göransson・Mathieu Jomphe・Nick Ruth)
2. Rooftop (Instrumental) [3:59]

## チャート成績
| Chart (2014)                     | Peak position |
| -------------------------------- | ------------- |
| スウェーデン (Sverigetopplistan) | 6             |

## リリース日
| 国           | 日付          | 形態     | レーベル      | 脚注  |
| ------------ | ------------- | -------- | ------------- | ----- |
| スウェーデン | 2014年9月15日 | 音楽配信 | TEN Epic Sony | [ 8 ] |